# Pomacanthidae
A Pomacanthidae a sugarasúszójú halak (Actinopterygii) osztályába és a sügéralakúak (Perciformes) rendbe és a Percoidei alrendbe tartozó család.

## Rendszerezés
A családba az alábbi nemek és fajok tartoznak:
- Apolemichthys
  - Csíkos császárhal (Apolemichthys arcuatus)
  - Apolemichthys armitagei
  - Apolemichthys griffisi
  - Apolemichthys guezei
  - Tigris-császárhal (Apolemichthys kingi)
  - Apolemichthys trimaculatus
  - Apolemichthys xanthopunctatus
  - Apolemichthys xanthotis
  - Apolemichthys xanthurus

- Centropyge

- Chaetodontoplus
  - Chaetodontoplus ballinae
  - Chaetodontoplus caeruleopunctatus
  - Chaetodontoplus chrysocephalus
  - Chaetodontoplus conspicillatus
  - Chaetodontoplus dimidiatus
  - Chaetodontoplus duboulayi
  - Chaetodontoplus melanosoma
  - Chaetodontoplus meredithi
  - Chaetodontoplus mesoleucus
  - Chaetodontoplus niger
  - Chaetodontoplus personifer
  - Chaetodontoplus septentrionalis

- Genicanthus
  - Genicanthus bellus
  - Genicanthus caudovittatus
  - Lamarck-császárhal (Genicanthus lamarck)
  - Genicanthus melanospilos
  - Genicanthus personatus
  - Genicanthus semicinctus
  - Genicanthus semifasciatus
  - Genicanthus spinus
  - Genicanthus takeuchii
  - Genicanthus watanabei

- Holacanthus
  - Holacanthus africanus
  - Holacanthus bermudensis
  - Tündöklő császárhal (Holacanthus ciliaris)
  - Clarion-császárhal (Holacanthus clarionensis)
  - Holacanthus limbaughi
  - Holacanthus passer
  - Pompás császárhal (Holacanthus tricolor)
  - Kékszájú császárhal (Holacanthus trimaculatus)

- Pomacanthus

- Pygoplites
  - Fenséges császárhal (Pygoplites diacanthus).